# 蓮花池馬欣達·拉賈帕克薩劇院
蓮花池馬欣達·拉賈帕克薩劇院（nelum pokuna Mahinda Rajapaksa rangahala，通常被稱為蓮花池；在開幕典禮之前的命名為國家表演藝術劇院；馬欣達·拉賈帕克薩為斯里蘭卡前總統）是一座位於斯里蘭卡可倫坡的表演藝術中心。劇院於2011年12月15日開幕啟用。

## 外部連結
- 官方網站
- Nelum Pokuna-Interactive （页面存档备份，存于）